# 蘇珊娜·弗龍
蘇珊娜·弗龍（英語：Suzanne Flon，1918年1月28日—2005年6月15日），是一名法國舞台、電影和電視女演員。她曾贏得一座沃爾庇杯最佳女演員獎、兩座凱撒獎和兩座莫里哀戲劇獎。

## 劇場角色
弗龍曾飾演的戲劇有尚·阿諾伊的《雲雀》、《安提戈涅》和《羅密歐與茱麗葉》，以及安德烈·魯森的《La Petite Hutte》。她的英語劇場角色則包括《馴悍記》的凱瑟麗娜以及《皆大歡喜》的羅斯蘭。

## 死後
導演丹妮艾拉·湯普森將《巴黎不打烊》獻給弗龍，這部電影也是她的遺作。

## 外部鏈接
- Suzanne Flon在互联网电影资料库（IMDb）上的資料（英文）
- 在AllMovie上Suzanne Flon的頁面（英文）
- 在Find a Grave上的蘇珊娜·弗龍